# 間島村
間島村（まじまむら）は、かつて岐阜県羽島郡に存在した村である。
現在の羽島市福寿町間島である。
間島村が設立された時点は羽栗郡の村であったが、郡の合併で羽島郡の村となっている。

## 歴史
- 1879年（明治12年）11月 - 西間島村から間島村に改称する。
- 1889年（明治22年）7月1日 - 町村制により、間島村発足。
- 1897年（明治30年）4月1日[2] - 羽栗郡と中島郡が合併して羽島郡となる。
- 1897年（明治30年）4月1日 - 本郷村、平方村、浅平村と合併し、福寿村が発足。同日間島村は廃止される。

## 神社・仏閣
- 聖神社
- 仏願寺

## 教育
- 村内には学校は無く、本郷村、平方村、間島村、浅平村と合同で、本郷村に本郷尋常小学校（現・羽島市立福寿小学校）を設置していた。

## その他
- 西間島村から間島村への改称は、同じ羽栗郡の間島村が神置村（現・各務原市神置町）に改称したためと推測される。